# Forces Armades de Mònaco
Les Forces Armades de Mònaco són l'exèrcit del Principat de Mònaco, tanmateix, el país té una capacitat militar molt limitada i depèn gairebé totalment del seu veí més gran, França, per a la defensa. En total, hi ha més de 250 persones ocupades com a personal militar en alguns formulari. A a Mònaco, no hi ha reclutament militar.
Es la tercera força militar més petita del món (després de les d'Antigua i Barbuda i les d'Islàndia).
Mónaco té una capacitat militar molt limitada, fet que la fa dependent pràcticament en tot del seu estat veí, França, amb qui manté acords de protecció davant d'una possible agressió militar exterior. Tanmateix, també té alguns petits cossos militars i policials que assumeixen la defensa pròpia del país, sense fer gaire distincions entre les funcions militar, policial i de protecció civil.
Aquesta defensa, de caràcter governamental, és responsabilitat del Departament de l'Interior i està formada per dues unitats: el Corps de Sapeurs-pomiers (Bombers) i la Compagnie des Carabiniers du Prince (Carrabiners del Príncep). En total, es comptabilitzen uns 255 soldats, això sense comptar-hi els 35 funcionaris civils que hi ha actualment.